# خبز (طهي)

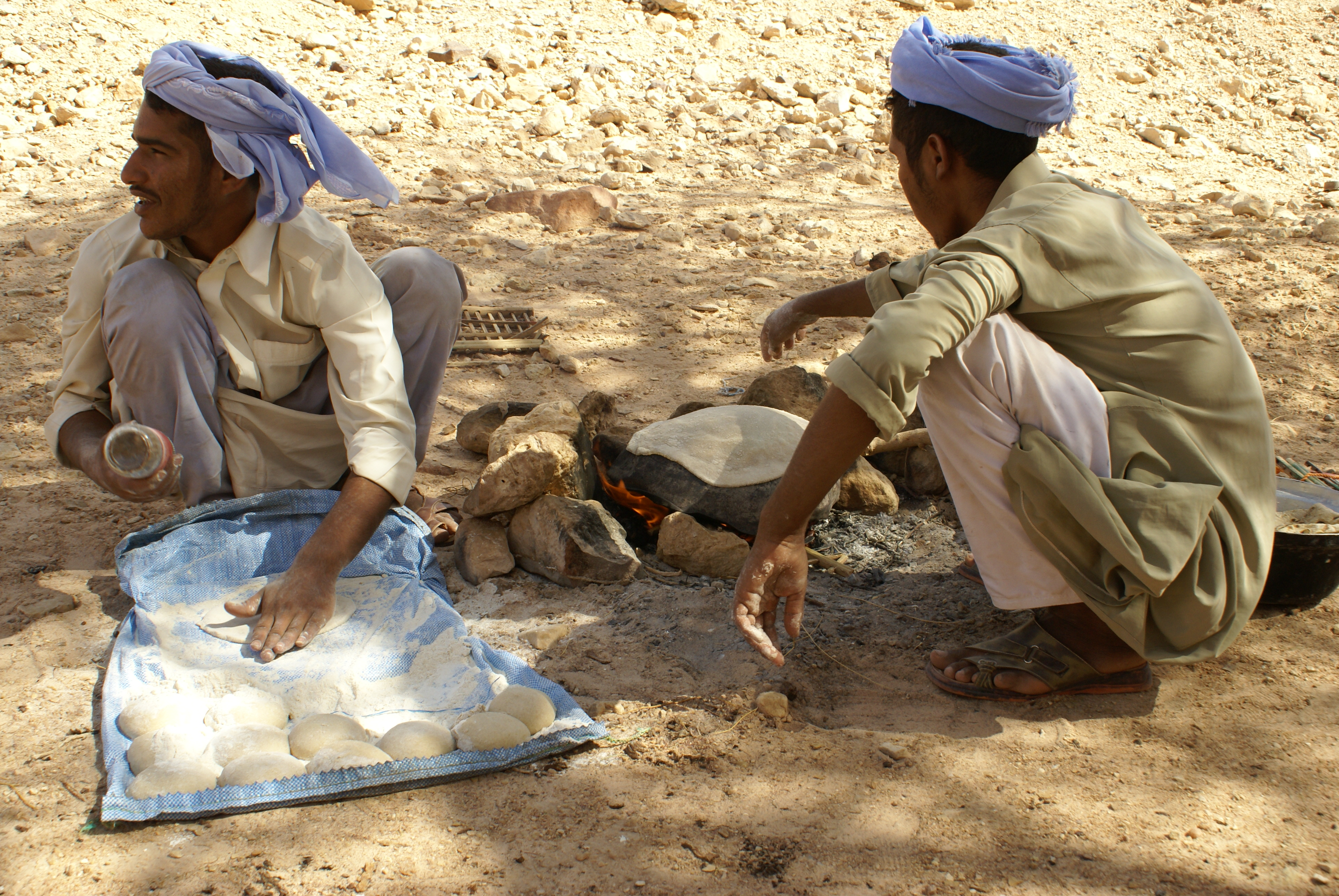
العرب البدو يصنعون الخبز

الخَبْز أو خبيز هو طريقة لـطبخ الطعام باستخدام الحرارة الجافة لفترة طويلة بواسطة الحمل، وليس بواسطة الإشعاع الحراري، ويتم عادةً في الفرن، وفي الرماد الساخن أيضًا أو على الحجارة الساخنة. عند الوصول لدرجة الحرارة المطلوبة داخل أداة التسخين، يُوضع الطعام في الداخل ويُخبز في فترة زمنية معينة. يُستخدم بطريقة أساسية لإعداد الخبز والكعك والمعجنات والفطائر والتارت والكيش والكوكيز والبسكويت الرقيق. يُشار لتلك الأصناف في بعض الأحيان على أنها «بضائع مخبوزة» وتُباع في المخبز. ويطلق على الشخص الذي يعد السلع المخبوزة على أنها مهنة له اسم الخباز. تُستخدم هذه الطريقة أيضًا في إعداد البطاطا المخبوزة والتفاح المخبوز والفاصوليا المخبوزة وبعض أنواع الكسرولات وأطباق الباستا مثل اللازانيا، والأطعمة المختلفة الأخرى، مثل البسكويت المملح. على النقيض من أساليب الطبخ الأخرى، لا يغير الخَبْز من التكوين الغذائي للمادة. فعلى سبيل المثال، يغير القلي والتحمير والشواء وغيره، من محتوى الدهون والسعرات الحرارية للطعام دون استثناء.
تُزوَد العديد من الأفران التجارية باثنين من عوامل التسخين: واحد للخَبْز، يستخدم الحمل والتوصيل لتسخين الطعام وواحد لـالشي أو للشواء؛ أي التسخين عن طريق الإشعاع. قد يتم خَبْز اللحم أيضًا، ولكنها في الغالب طريقة مخصصة لـرغيف اللحم أو القطع الصغيرة جدًا من أجزاء اللحم الكبيرة التي تحتوي على حشو أو الطبقة الخارجية مثل البقسماط أو الحليب الرائب العجين؛ في كثير من الأحيان، تعد القطع الأكبر التي لا تحتوي على حشو أو طبقة خارجية باستخدام التحميص، وهي عملية مشابهة، باستخدام درجة حرارة أعلى ومدة زمنية أقصر للطبخ. في بعض الأحيان، يحدث خلط ما بين الخَبْز والشواء لصنع بديل حفلات الشواء المختلطة، باستخدام الطريقتين في آن واحد أو طريقة قبل الأخرى أو طبخ الاثنين. يرتبط الخَبْز بـ الشواء لأن مفهوم الفرن الطوب يعد مشابهًا للـحفرة الدخان.
لا تتطلب عملية الخَبْز استخدام أي دهن للطبخ في الفرن. ينتج بعض صناع الوجبات الخفيفة مثل رقائق البطاطس الهشة أو المقرمشات أشكالًا مخبوزة من وجباتهم الخفيفة كبديل عن أسلوب الطبخ المعتاد وهو القلي العميق في محاولة للحد من محتوى السعرات الحرارية أو الدهون لمنتجاتهم من الوجبات الخفيفة. وقد فتح الخَبْز الأبواب للأعمال التجارية مثل مصانع الكعك والمحالّ التجارية المخصصة في بيع الكعك ولكن تتم عملية الخَبْز على نطاق أوسع في الأفران المفتوحة والكبيرة.

## نظرة عامة

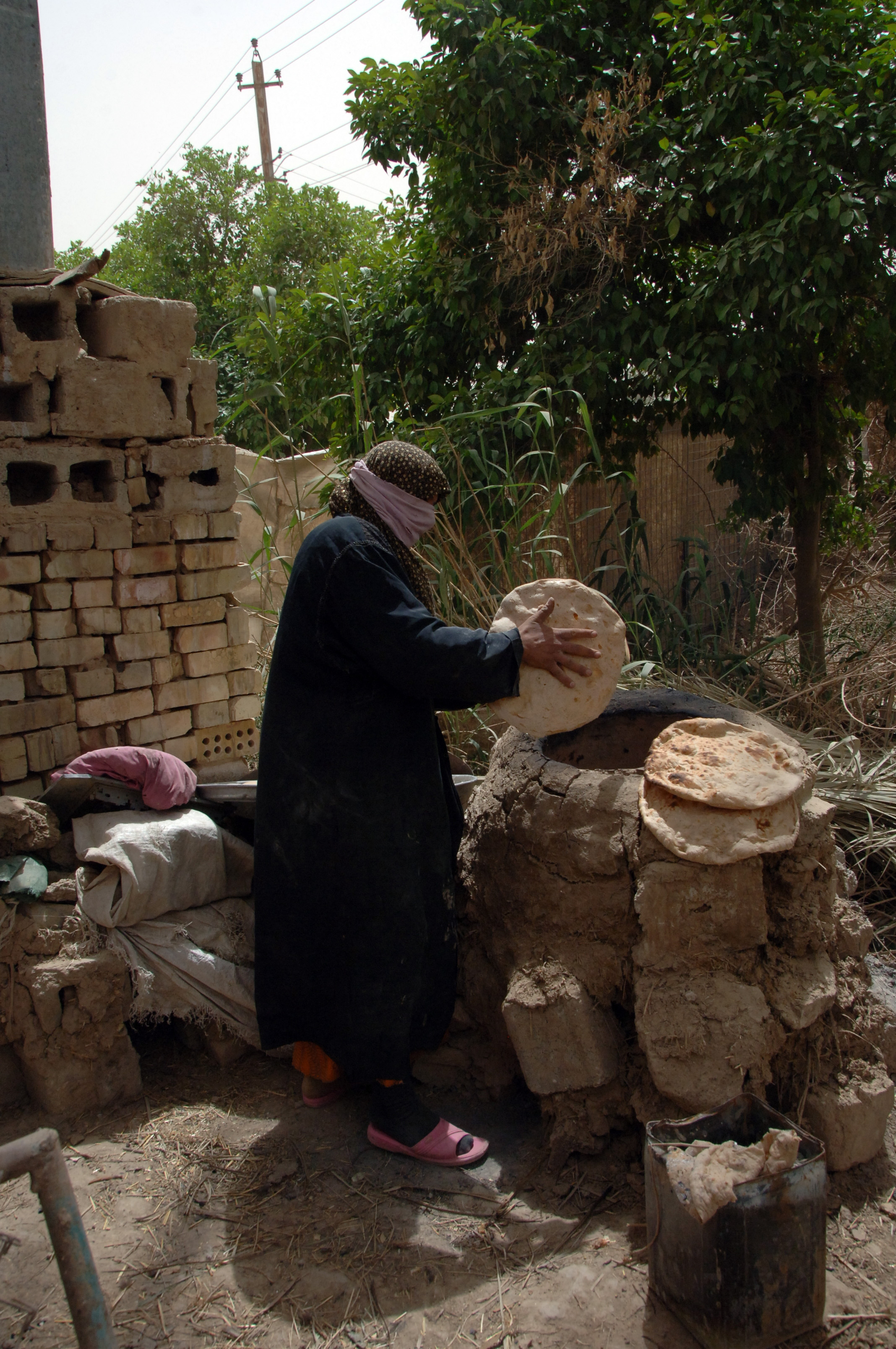
امرأة تخبز الخبز المسطح في فرن الطين خارج المنزل في العراق

تغير الحرارة الجافة للخَبْز شكل النشويات في الطعام وتحول لون الأسطح الخارجية للون البني، مما يعطيها مظهرًا وطعمًا جذابًا. وينتج اللون البني بسبب كرملة السكريات وتفاعل ميلارد (Maillard reaction). إضافة إلى ذلك، لا «تنعدم» الرطوبة تمامًا، مع مرور الوقت، تصبح المواد المخبوزة جافة. يعد ذلك ميزة في كثير من الأحيان، خاصة في الحالات التي يكون الغرض منها التجفيف، مثل تجفيف النباتات الطبية أو تحميص أنواع معينة من الخضار. وطبعًا، يعد الخبز أشهر مادة مخبوزة. نتيجةً للتغيرات التي حدثت في الأفران والمكونات والوصفات المستخدمة في خَبْز الخبز، أُنتجت تشكيلة كبيرة من المخبوزات في جميع أنحاء العالم.
تتم إحاطة بعض الأطعمة بالرطوبة أثناء الخَبْز بوضع كمية صغيرة من السوائل (مثل الماء أو المرق) في الجزء السفلي من الوعاء المغلق، ثم تركه حتى يتبخر حول الطعام، وتعرف تلك الطريقة الشائعة بـالتدميس أو الخَبْز البطيء.
عند الخَبْز، ينبغي النظر في كمية الدهون الموجودة في المادة الغذائية. تتسبب الكميات الزائدة من الدهون مثل السمن أو الزبدة أو تقليل نسبة الخضار في تمدد المادة الغذائية أثناء عملية الخَبْز.
مع مرور الوقت، يتصلب الخبز؛ ثم يصير سيئ المذاق. لا يتسبب فقدان الرطوبة من المنتجات المخبوزة في ذلك بطريقة أساسية، ولكنه يرجع إلى إعادة التنظيم للطريقة التي يجتمع فيها الماء مع النشا مع مرور الوقت. تتشابه تلك الطريقة مع إعادة التبلور، والتي يزيد من تحسينها التخزين في درجات الحرارة الباردة، كما هو الحال في الثلاجات المنزلية.

## نبذة تاريخية
(Roscheider Hof Open Air Museum)
في التاريخ القديم، تمت أول عملية خبز عندما حصد الإنسان حبوب العشب البري، وغمرها في المياه، وخلطها مع المواد الأخرى، وهرسها للحصول على نوع من المرق شبيه بالعجينة. كانت تُطبخ العجينة عن طريق سكبها في صخرة مسطحة وساخنة، للحصول على مادة تشبه الخُبز. بعد ذلك، حُمصت العجينة على الجمر الساخن، الذي يُسهِل صنع الخُبز، الممكن صنعه في وقتنا هذا بمجرد إشعال النيران.
ازدهر الخَبْز في عهد الإمبراطورية الرومانية. في حوالي عام 300 قبل الميلاد، اتخذ الرومان الحلوى كمهنة (تعرف باسم باستيلاريوم) (pastillarium). تحول ذلك لمهنة محترمة، لأن البعض اعتبر إنتاج الحلوى متدهورًا، وأحب الرومان المهرجانات والاحتفالات. وهكذا، طُهيت الحلويات خصيصًا للحفلات الكبيرة، وقد تحظى أي عملية طبخ تحتوي على ابتكار أنواع جديدة من الحلوى اللذيذة بتقدير كبير. في العام الأول بعد الميلاد تقريبًا، كان هناك أكثر من ثلاثمائة طباخ حلويات في روما، وكتب كاتو (Cato) عن طريقة إعدادهم لجميع أنواع الأطعمة المتنوعة، مما أدى لازدهارها نتيجة لتلك الأطعمة. يتحدث كاتو عن كمية هائلة من المخبوزات؛ من بينها تلك الموجودة في ليبيوم (libum) (الكعك القرباني المصنوع من الدقيق) والمشيمة (الحبوب والجرجير) سبيرا (المعروفة في وقتنا هذا بالبسكويت المملح) وسيبيلاتا (scibilata) (التورتة) والسافيليوم (savaillum) (كعكة الحلوى) وغلوبس أفريقا (globus apherica) (الفطائر). وكثيرًا ما وجدت مجموعة كبيرة من ذلك، مع وجود اختلافات متنوعة ومكونات مختلفة وأنماط متنوعة في المآدب وقاعات تناول الطعام. خَبزَ الرومان الخبز في فرن يحتوي على مدخنة خاصة، ومطاحن لطحن الحبوب وتحويلها لدقيق.
في النهاية، بسبب روما، اشتهر الخَبْز في جميع أنحاء أوروبا، وامتد في نهاية المطاف حتى الأجزاء الشرقية من آسيا. في كثير من الأحيان، خَبزَ الخبازين المنتجات في المنزل ثم باعوها في الشوارع. كان هذا المشهد مشهورًا جدًا، إذ صور رامبرانت (Rembrandt) العمل الذي يظهر فيه طاهي الحلويات وهو يبيع الفطائر في شوارع ألمانيا، ويلتف حوله الأطفال ينادونه للحصول على واحدة منها. في لندن، يبيع طهاة الحلوى بضائعهم بعد إعدادها بأيديهم. تطور ذلك لنظام توصيل البضائع المخبوزة للأسر، ونتيجة لذلك كانت هناك زيادة كبيرة في الطلب. في باريس، تطور أول مقهى في الهواء الطلق، وأصبح الخَبْز فنًا ثابتًا في جميع أنحاء العالم بأسره.

## وصلات خارجية
- [<a href="http://www.youtube.com/watch?v=D_Br17PIUhQ&feature=related">http://www.youtube.com/watch?v=D_Br17PIUhQ&feature=related</a> Short video of kneading machine in a bakery.]
- [www.68-helpful-monthly-tricks.com decorating techniques for beginning to intermediate bakers]